# 中岡稔
中岡 稔（なおおか みのる、1925年 - 2013年）は、日本の数学者。大阪大学名誉教授。

## 来歴
大阪狭山市出身。東京文理科大学（中退）を経て、大阪大学理学部卒。大阪大学教授、プリンストン高等研究所員、大阪市立大学教授を歴任。
対称群のホモロジー群の分解定理および安定性定理を発見。無限対称群のコホモロジー環を決定。

## 著書
- 『位相幾何学Ｉ』（小松、中岡、菅原共著）岩波書店、1967年
- 『位相幾何学　ホモロジー論』共立出版、1970年
- 『位相数学入門』朝倉書店、1971年
- 『不動点定理とその周辺』岩波書店、1977年
- 『線型代数入門』紀伊国屋書店、1986年
- 『双曲幾何学入門』サイエンス社、1971年